# Milionia mediofasciata
Milionia mediofasciata är en fjärilsart som beskrevs av Rothschild 1896. Milionia mediofasciata ingår i släktet Milionia och familjen mätare. Inga underarter finns listade i Catalogue of Life.